# Selenocosmia honesta
Selenocosmia honesta är en spindelart som beskrevs av Hirst 1909. Selenocosmia honesta ingår i släktet Selenocosmia och familjen fågelspindlar. Inga underarter finns listade i Catalogue of Life.